# L'Anarchie (Malatesta)
L'Anarchie (L'anarchia en italien) est un essai anarchiste écrit en 1884 puis republié en 1891 par Errico Malatesta.
Dans ce texte, le révolutionnaire italien présente les thèses anarchistes. L'ouvrage est l'une des publications anarchistes les plus lues de l'histoire, elle se propage de manière importante et est traduite dans de nombreuses langues.

## Histoire
Le texte est d'abord écrit en italien en 1884. Puis, il est republié dans une nouvelle version entre 1891 et 1892 dans une traduction anglaise. Cette traduction paraît dans le mensuel anarchiste britannique Freedom puis est republiée l'année suivante. En 1973 et 1994, de nouvelles traductions en anglais depuis l'italien sont effectuées, et sont supposément plus correctes que la traduction originale.
Il s'agit d'un des livres anarchistes les plus vendus de l'histoire et l'une des œuvres emblématiques de la pensée de Malatesta,,. Par ailleurs, il s'exporte à l'étranger, comme en Amérique du Sud, où il devient une référence anarchiste générale. Cependant, il ne s'agit pas de l'ouvrage préféré de Malatesta, qui lui en préfère d'autres.
L'essai est traduit en chinois en 1907 par Zhang Li et en Japonais dans la même période.

## Contenu
Il existe une évolution entre le premier texte publié par l'auteur, en 1884, et la deuxième version, actuelle, du texte. Dans cette deuxième version, Malatesta évolue dans ses positions ; il ne fait plus référence explicitement au communisme libertaire et évite de définir l'anarchie trop précisément, préférant plutôt garder un cadre de pensée général pour éviter de trop restreindre son sujet. Il s'agit pour lui de davantage présenter des méthodes anarchistes qu'une solution idéale et théorique aux problèmes concernés par l'anarchie.
Dans le texte, Malatesta commence par développer une théorie de l'État pour introduire ses idées suivantes:

« Les anarchistes, y compris cet auteur, ont utilisé le mot État, et continuent de le faire, pour désigner l’ensemble des institutions politiques, législatives, judiciaires, militaires et financières par lesquelles la gestion de leurs propres affaires, le contrôle de leur comportement personnel et la responsabilité de leur sécurité personnelle sont retirés au peuple et confiés à d'autres qui, par usurpation ou délégation, sont investis des pouvoirs de faire les lois pour tout et tout le monde, et d’obliger le peuple à les respecter, si nécessaire, par l’usage de la force collective. »

Plus généralement, Malatesta s'oppose à l'idée de voir l'État comme une force modératrice et neutre dans les conflits sociaux. Selon lui, cette idée serait une illusion, l'État étant toujours sous le contrôle d'une faction.
Le livre est écrit en réaction au marxisme et à l'anarchisme individualiste, et soutient que les anarchistes devraient se regrouper au sein d'organisations ou de partis conçus pour coordonner l'action directe.
Bien que Malatesta soit en désaccord avec certaines idées de Kropotkine, ce texte reste marqué par son influence sur sa pensée. Il y propose plusieurs définitions de l'anarchie,,, dont une comme l'« état d’un peuple qui se régit sans autorités constituées, sans gouvernement »,. Le révolutionnaire y défend aussi que « l’anarchie est à la fois une finalité et, en partie, un état de fait dont la valeur est universelle », selon Jacques Ghiloni.